# Arcane (US-amerikanische Band)
Arcane war eine US-amerikanische Thrash-Metal-Band aus Arlington, Texas, die im Jahr 1986 gegründet wurde und sich etwa 1994 wieder trennte.

## Geschichte
Die Band wurde Ende 1986 von Byron Hawk (E-Gitarre) und Jim King (Schlagzeug) gegründet. Beide waren aus einer reinen Coverband ausgestiegen, weil ihnen das Nachspielen fremder Lieder nicht mehr genügte. Mit Kurt Joye (E-Bass) und Hawks zusätzlich übernommenen Gesang war die Band startklar und nahm ein erstes Demo auf. Im Jahr 1987 kam ein zweiter Gitarrist, Doug Judah, hinzu, der auch noch einen geeigneten Sänger, Oscar Barbour, kannte. Die Vocalparts des Demos wurden daraufhin zur Zufriedenheit aller Mitglieder erneuert. Hawk spielte von nun an wieder nur noch die E-Gitarre und die Band konnte sich nun vor Publikum trauen. Gemeinsam entwickelten die fünf Musiker einige Lieder, sodass sie sich im Januar 1989 erneut ins Studio begeben konnten, um ein zweites Demo aufzunehmen, das in den Magazinen gute Kritiken erhielt und oft bestellt wurde. Ein Plattenangebot erhielt die Band allerdings nicht. Anpassen an aktuelle Trends oder fremde Vorstellungen kam nicht in Frage, weshalb sie einfach abwartete. Währenddessen verließ Jim King die Band und wurde durch Kelly Sanford ersetzt.
Vor die Wahl gestellt, mit einem dritten Demo fortzufahren oder eine LP selbst zu finanzieren, fiel die Entscheidung gegen das Demo, das bloß ein Stillstand gewesen wäre. Hawk handelte mit dem Wild-Rags-Label ein Finanzierungsmodell aus, das besagte, dass die Band die Produktionskosten tragen sollte und das Label anschließend für die Umsetzung (Pressung, Covergestaltung, Werbung) sorgen würde. So konnte sich die Band mit dem im Februar 1990 in den Sound Logic Studios in Dallas auf 24 Spuren aufgenommenen Debütalbum Destination Unknown im selben Jahr in professioneller Aufmachung der Öffentlichkeit präsentieren. Durch die Veröffentlichung erreichte die Band Auftritte zusammen mit vielen Bands wie Fates Warning, Sanctuary, Death Angel, Forbidden, Atrophy, M.O.D., Watchtower, Helstar, Solitude Aeturnus, Gammacide, Dead Horse, Oliver Magnum und Annihilator. Als i-Tüpfelchen ging ein Angebot von Semaphore in Deutschland ein, das Album dort regulär (also nicht als Import-Ware) zu vertreiben.
1991 verließ Kelly Sanford die Band und wurde durch Schlagzeuger Anthony Smircic ersetzt. Kurz darauf verließ auch Doug Judah die Band. Die Band setzte ihre Live-Auftritte jedoch weiter fort, schrieb neues Material und begab sich erneut in die Sound Logic Studios, um ein weiteres Demo aufzunehmen. Im Jahr 1992 erreichte die Band einen Vertrag mit dem deutschen Label Decision Records, doch es trennten sich beide wieder, ehe noch ein Tonträger veröffentlicht werden konnte. Decision Records entschied sich jedoch später, das bereits vorliegende Demomaterial als EP mit dem Namen Ambiguity im Jahr 1994 zu veröffentlichen. Die Band erreichte einen Vertrag mit dem Label Brainticket Records aus Texas, um das bisher erschienene Album neu zu veröffentlichen, sowie neu abgemischte Demos und Live-DVDs zu publizieren, jedoch ist dies bisher immer noch nicht geschehen.

## Stil
Die Band spielte überwiegend klassischen Thrash Metal. Chris Glaub gab im Break Out den Rat, Destination Unknown vor einer Beurteilung unbedingt mehrmals anzuhören, weil es sich um komplizierten, raffiniert geschachtelten Power Metal handele, der mit „unzähligen Breaks und Tempi-Wechseln“ gespickt sei. Auf ihrer Myspace-Seite gibt die Band Iron Maiden, Anthrax, Metallica, Fates Warning und King Diamond als ihre Haupteinflüsse an.

## Diskografie
- 1988: Mirror of Deception (Demo, Eigenveröffentlichung)
- 1989: Demo II (Demo, Eigenveröffentlichung)
- 1990: Destination Unknown (Album, Wild Rags Records)
- 1991: Demo 1991 (Demo, Eigenveröffentlichung)
- 1994: Ambiguity (EP, Decision Records)